# Miguel María García
Miguel María García Montanía (Asunción, 1 januari 1995), ook bekend als Miguel María García en MiguelMa García, is een Paraguayaans autocoureur en rallyrijder.

## Carrière

### Rally
García begon zijn autosportcarrière in het rallyrijden in zijn thuisland Paraguay als navigator van zijn broer Jorge Raúl García in 2015. Vanaf 2017 zat hij zelf achter het stuur met zijn neef Jorge Miguel García als navigator. In 2018 werd hij derde in de Super Prime-klasse van de Copa de Verano - La Colmena en eindigde hij tevens als derde in het nationaal kampioenschap. In 2023 won hij in dezelfde klasse de Petrobras Rally Campo 9 en werd hij tweede in de Petrobras Rally Jockey Club.

### Circuitracen
In 2018 ging García tevens op het circuit racen en nam hij deel aan twee races van de Formula Atlantic-klasse van de SCCA Majors Championship Nationwide, waarin hij een podiumplaats behaalde. In 2019 reed hij opnieuw twee races in deze klasse.
In 2021 maakte García zijn debuut in de laatste vier races van het TC2000 Championship bij het team FDC Motor Sports. In 2022 reed hij het volledige seizoen in dit kampioenschap. Hij won een race op het Autódromo Ciudad de Concordia en stond hij ook op het Autódromo Termas de Río Hondo, het Autódromo Oscar Cabalén en het Circuito San Juan Villicum op het podium. Met 130 punten werd hij negende in de eindstand. Ook reed hij in een race van de TC 2000 op het Autódromo Oscar y Juan Gálvez.
In 2023 reed García voor het eerst in Europa in de GT3 Pro-Am-klasse van het Italiaans GT-kampioenschap, waarin hij samen met Jack Bartholomew en Mahaveer Raghunathan drie races voor Imperiale Racing reed. Ook reed hij wederom in de race van de TC 2000 in Buenos Aires, ditmaal voor Toyota Gazoo Racing Argentina. In 2024 reed hij in twee races van de TC 2000 op Concordia voor Ambroggio Racing, waarin hij tiende en elfde werd.
In 2025 zou García zijn debuut in de Indy NXT bij Juncos Hollinger Racing, maar het team trok zich enkele weken voor de start van het seizoen terug.